# Heinrich Wilhelm Kranz
Heinrich Wilhelm Kranz (* 30. Juni 1897 in Göttingen; † 11. Mai 1945 in Staßfurt) war ein deutscher Augenarzt, Hochschullehrer und „Rassenhygieniker“ zur Zeit des Nationalsozialismus. Er ist nicht zu verwechseln mit dem Psychiater, Neurologen und Hochschullehrer Heinrich Kranz (1901–1979).

## Leben und Wirken
Heinrich W. Kranz war der Sohn eines Postmeisters. Er besuchte in Hofgeismar, Kassel und Holzminden das Gymnasium und schloss seine Schullaufbahn 1914 mit dem Notabitur 1914 ab. Am Ersten Weltkrieg nahm er von 1914 bis 1918 als Kriegsfreiwilliger teil. Als Leutnant der Reserve wurde er 1918 aus der Armee entlassen und absolvierte ein Medizinstudium an der Universität Marburg und Gießen, wo er Mitglied der Turnerschaft Philippina Marburg wurde. Ebenso wie Otmar Freiherr von Verschuer nahm Kranz als Angehöriger des Studentenkorps Marburg an den Kämpfen mit Spartakisten in Thüringen teil, bei dem unbewaffnete Arbeiter erschossen wurden. Kranz schloss 1921 sein Studium mit dem Staatsexamen ab und wurde noch im selben Jahr zum Dr. med. promoviert. Danach wurde er Oberarzt an der Universitätsaugenklinik Gießen und habilitierte sich dort 1926 für das Fach Augenheilkunde. Nach Auseinandersetzungen mit seinem Vorgesetzten legte er  die Venia Legendi nieder und arbeitete ab 1928 als niedergelassener Augenarzt in Gießen.

## Karriere im Nationalsozialismus
Kranz trat zum 1. Dezember 1932 der NSDAP (Mitgliedsnummer 1.416.345) und SA bei. Später behauptete er, schon seit 1930 Mitglied der NSDAP gewesen zu sein. In der SA erreichte Kranz den Rang eines SA-Sturmbannführers. Ab 1933 war er Beauftragter des „Aufklärungsamtes für Bevölkerungspolitik und Rassenpflege“, das 1934 zum „Rassenpolitischen Amt“ umbenannt wurde, worauf Kranz dort als Gauamtsleiter für Hessen-Nassau amtierte. Zudem war er Beisitzer des Erbgesundheitsobergerichts Darmstadt, Angehöriger des hessischen Ehrengerichts und leitete die Abteilung für „Erbgesundheit und Rassenpflege“ der Hessischen Ärztekammer bei der Bezirksstelle Gießen.
Ab 1934 lehrte Kranz Rassenhygiene und Bevölkerungspolitik am Institut für Erb- und Rassenpflege an der Universität Gießen. Kranz wurde von dem Medizinprofessor Philalethes Kuhn und dem Gauleiter Jakob Sprenger gefördert. Am 1. Januar 1937 wurde er zum planmäßigen außerordentlichen Professor und am 9. Mai 1940 zum ordentlichen Professor für „Erb- und Rassenpflege“ an der Universität Gießen ernannt, wo er als Direktor des Instituts für Erb- und Rassenpflege wirkte. 1939/40 war Kranz Dozentenbundführer der Universität Gießen, von Oktober 1939 bis November 1942 Rektor der Universität Gießen.
Als Nachfolger von Verschuer wechselte Kranz zum 1. Dezember 1942 als Professor für „Erbbiologie und Rassenhygiene“ an die Universität Frankfurt und leitete dort ebenfalls das „Institut für Erbgesundheit und Rassenpflege“. 1944/45 war er Gaudozentenbundführer von Hessen-Nassau. Vom 9. Januar 1945 bis April 1945 übernahm er das Rektorat der Universität Frankfurt.
Gemäß Sandner sowie Oehler-Klein und nach Angaben der DBE starb er am 11. Mai 1945. Unter anderem nach Ernst Klee soll Kranz am 5. Mai 1945 Suizid begangen haben.

## Das Institut für Erbgesundheit und Rassenpflege in Gießen
Im Januar 1936 wurde das von Kranz aufgebaute und geleitete „Institut für Erbgesundheit und Rassenpflege“ in Gießen eingeweiht und am 30. Juni 1938 als Universitätsinstitut der Universität Gießen anerkannt. Den Aufgabenbereich des Instituts umriss Kranz folgendermaßen:
1. Rassenpolitisches Amt (Schulung und Propaganda)
2. Praktische Rassenhygiene
3. Einbürgerungen
4. Erbklinische Untersuchungen (Zusammenhänge zwischen Rasse, Konstitution und Krankheit)
5. Zwillingsforschung
6. Kriminal-biologische Untersuchungen
7. Bastarduntersuchungen
8. Hilfsschüler-Untersuchungen
9. Erbbiologische Bestandsaufnahme (erbliche Belastung, Krankheitshäufung, Erbgänge)
10. Eheberatung
11. Experimentelle vererbungswissenschaftliche Arbeiten
12. Vorlesung

Kranz initiierte unter anderem pseudowissenschaftliche kriminalbiologische Untersuchungen – auch im Rahmen der so genannten Zigeunerforschung –, um einen Zusammenhang von „Rasse und Verbrechen“ herzustellen. In Zusammenarbeit mit dem Statistiker Siegfried Koller verfasste Kranz zudem ein dreibändiges Werk zum „Asozialenproblem“, in dem eine so genannte Gruppe von „Gemeinschaftsunfähigen“ definiert wurde. Zu diesem Zweck wurden über 600.000 Personen erbbiologisch erfasst. Auch diese Forschungen zur nationalsozialistischen Bevölkerungspolitik bereiteten den Weg für Zwangssterilisationen und die Ermordung tausender als „gemeinschaftsunfähig“ klassifizierter Menschen.
Kranz schrieb für die Zeitschrift Nationalsozialistischer Volksdienst 1942 einen Beitrag, in dem es wortwörtlich hieß: „Die von uns geforderte Sonderbehandlung dieser aus asozialer Sippe stammenden chronischen Gemeinschaftsunfähigen ist in jeder Weise auch wissenschaftlich begründet.“

## Schriften (Auswahl)
- mit Philalethes Kuhn: Von deutschen Ahnen für deutsche Enkel: Allgemeinverständl. Darst. d. Erblichkeitslehre, d. Rassenkunde u. d. Rassenhygiene. J. F. Lehmanns Verlag, München 1933 (bis 1943 acht Auflagen).
- Zur Entwicklung der Rassenhygienischen Institute an unseren Hochschulen. In: Ziel und Weg. Band 9, 1939, S. 286–290.
- Soldatentum auf rassischer Grundlage. Christ, Gießen 1941.
- Der Lebenswille eines Volkes entscheidet sein Schicksal. Christ, Gießen 1941.